# Kicker Sportmagazin
 (mai 2024).
Pour les articles homonymes, voir Kicker.

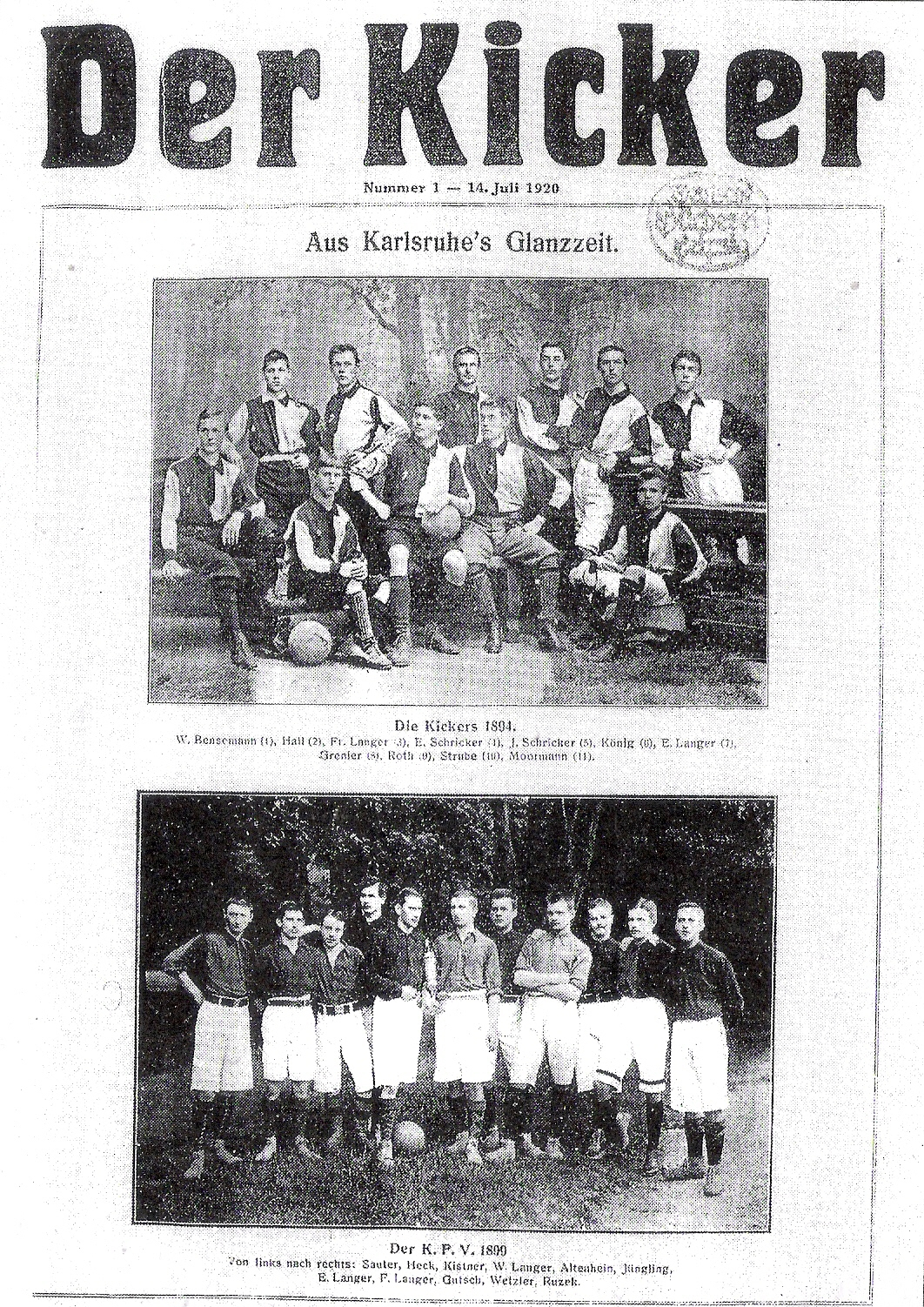
La premiere edition du "Kicker"

Kicker est un bi-hebdomadaire (lundi et jeudi) allemand sportif créé en 1920. Cette publication consacre l'écrasante majorité de sa pagination au football, mais couvre également les autres sports, handball et hockey sur glace en particulier. 
Kicker constitue « la » publication de référence concernant le football en Allemagne.

## Kicker online
Depuis 1997 le magazine propose un site web, avec sur ses serveurs des données sur les sportifs, les clubs, les résultats et classements. Le site propose des résultats en direct sur tous les grands événements sportifs et des classements de plus de 80 championnats. Les vidéos sont proposées dans la section kicker.tv.
Depuis avril 2014 le site a également une section eSport.

## Distinctions
- Depuis 1998, Kicker remet tous les ans le trophée du meilleur buteur en Bundesliga, un trophée en forme de canon.
- Kicker fait partie du groupement européen de la presse sportive (ESM) qui remet tous les ans le soulier d'or européen au meilleur buteur en Europe.
- En collaboration avec le groupement des journalistes sportifs (VDS), Kickers remet le prix du meilleur footballeur de l'année en Allemagne et de l'entraîneur de l'année.
- Le magazine prime chaque année la photo sportive de l'année[1].
- Depuis 1990, Kicker décerne le prix d'homme de l'année à une personnalité du monde du sport.
- Chaque année le magazine organise un sondage auprès de ses lecteurs pour nommer le Kicker de l'année, pour chaque catégorie dans le football, soit un gardien, un défenseur, un milieu de terrain, un attaquant, un entraîneur et un jeune. Tous les lauréats sont récompensés du Kicker en or une statuette en forme d'un K.
- Deux fois par an le Kicker publie un classement des meilleurs joueurs en Allemagne par compartiment de jeu, le Kicker Rangliste (sans décerner de récompenses).